# MBC Plus
MBC Plus Co., Ltd. (엠비씨플러스?, EmbissipeulleoseuLR) è una società di televisione via cavo sudcoreana, proprietà di Munhwa Broadcasting Corporation (MBC).

## Canali televisivi

### Attuali
- MBC Dramanet
- MBC Sports+
- MBC Every 1
- MBC M
- MBC ON

### Cessati
- MBCGame
- MBC Life
- MBC QueeN